# Besen

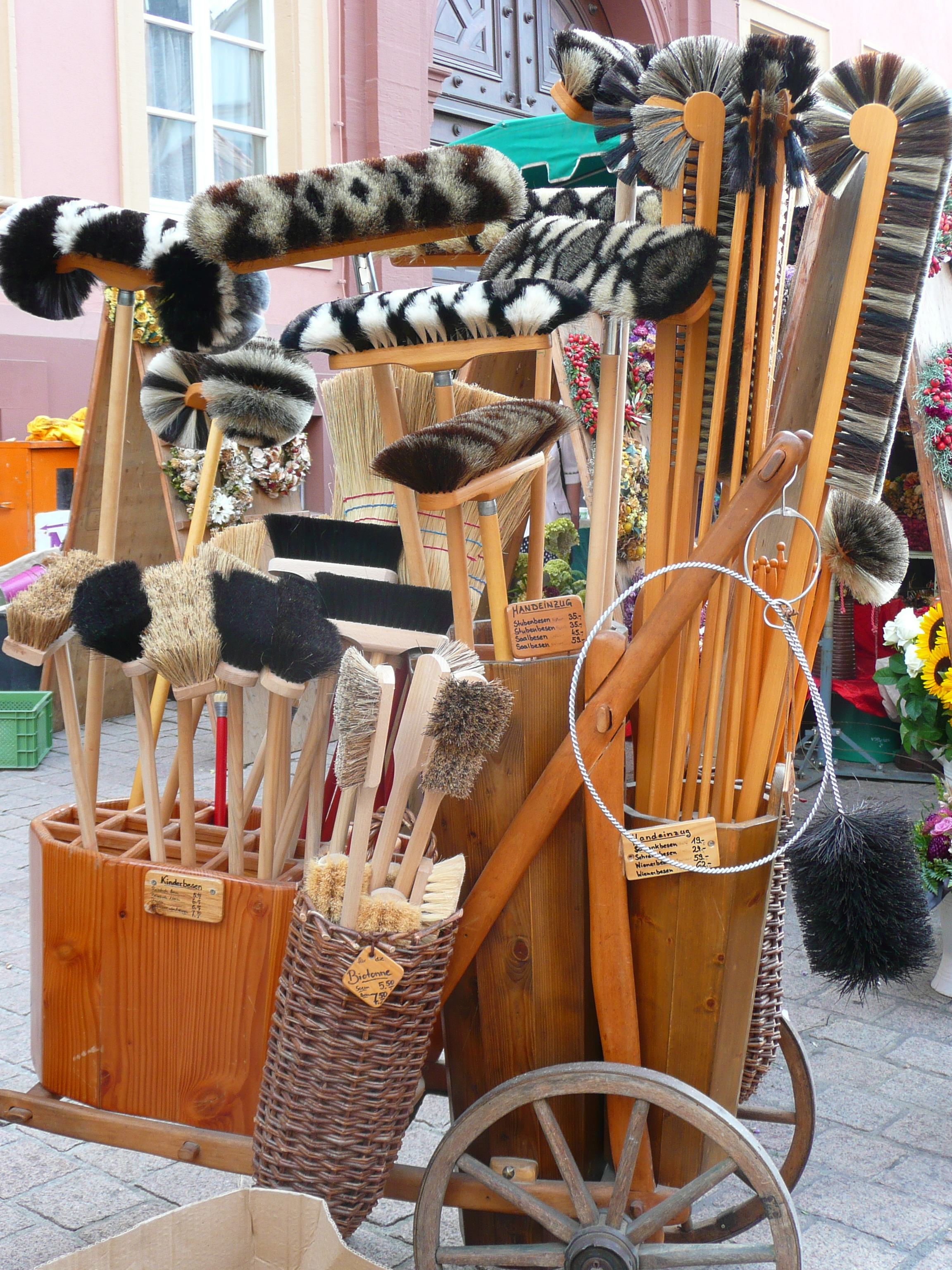
Handgefertigte Besen und Bürsten

Ein Besen (von mittelhochdeutsch bësem, beruhend auf westgermanisch besman, „Geflochtenes; Besen, Rute“) oder Feger ist ein Gebrauchsgegenstand zum Zusammenkehren von Staub, Schmutz und Abfall.

## Besenarten

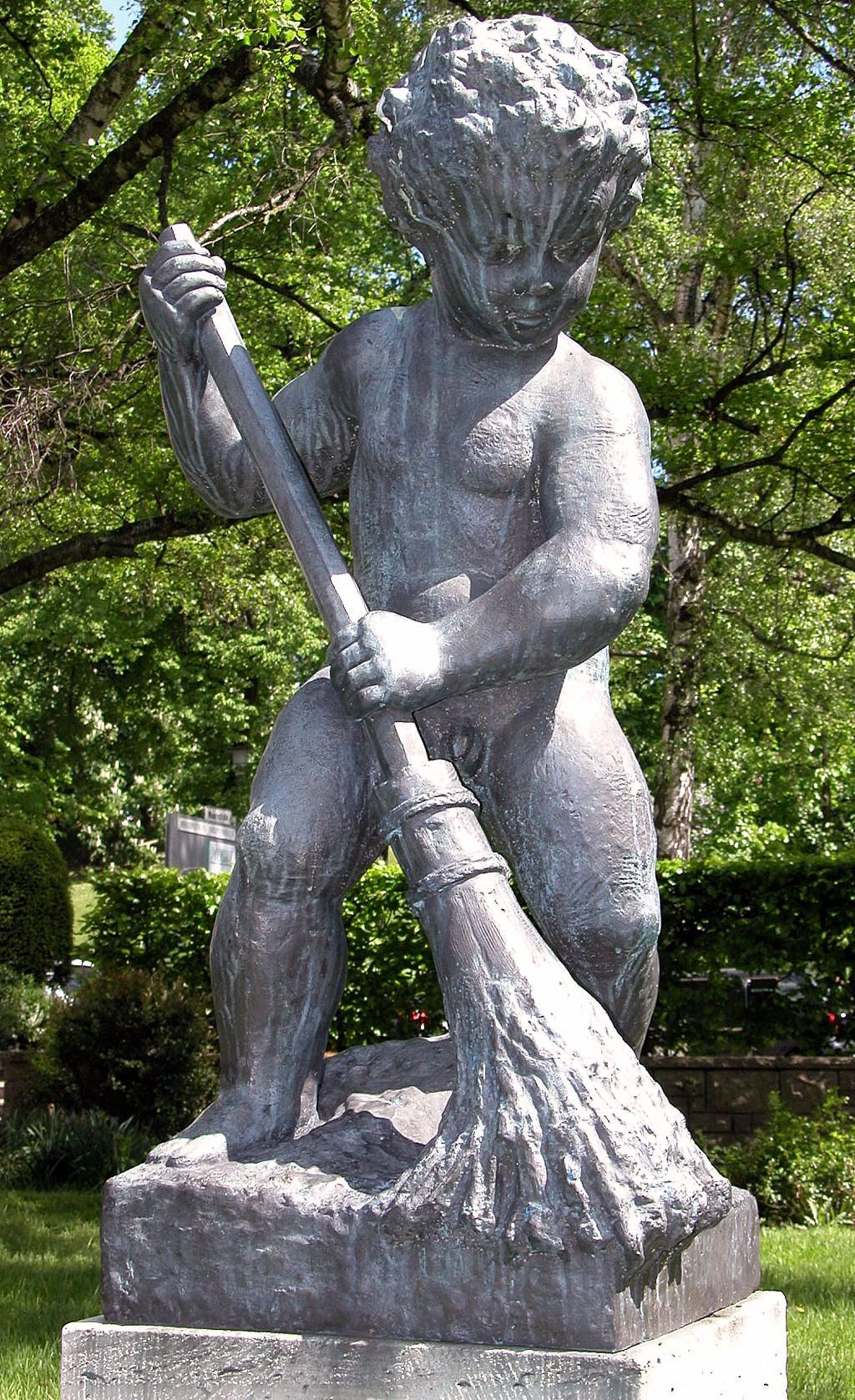
Braunschweiger Besenmännchen mit Reisigbesen.

Man unterscheidet zwischen großen Besen und kleinen (Handfeger, Bartwisch), solchen für drinnen (Stubenbesen) und für draußen (Straßenbesen) sowie Hand- und Maschinenbesen.
Ein großer Besen besteht aus einem langen Besenstiel und einem Querholz, dem sogenannten „Riegel“, mit den Borsten aus Tierhaaren, Pflanzenfasern oder Kunststoff. Der Ruten- oder Reisigbesen (regional auch „Riedelbesen“) ist eine einfachere Besenform, die früher meist von einem Besenbinder hergestellt wurde und recht verbreitet war. Hier ist ein Bündel Reisig oder Stroh mit Schnur oder Draht ohne Riegel direkt am Stiel befestigt. Bei Verwendung von Birkenzweigen ähnelt der Rutenbesen einer großen Birkenrute mit Holzstiel.
Eine spezielle Ausführung des großen Besens ist der Schraubbesen. Hier endet der Besenstiel in ein Gewinde, das in den Schaft des Besenriegels geschraubt wird. So können die Teile bei Verschleiß einzeln ausgetauscht werden. Es gibt auch Schnellwechselsysteme, um an einem Stiel unterschiedliche Reinigungsgeräte einzusetzen und auszutauschen (wie Schrubber, Besen und Abzieher).
Bei einem kleinen Besen (auch „Handbesen“, „Handfeger“, „Kehrwisch“, „Bartwisch“ oder „(Hand)Eule“ genannt) ist ein kurzer Stiel direkt in Längsrichtung am Riegel befestigt oder geht in diesen über. Zu einem kleinen Besen gehört oft eine Kehrschaufel zum Aufnehmen des Kehrichts.
Ein Stoßbesen ist ein von Schornsteinfegern zur Reinigung des Kamins von Rußrückständen eingesetztes Gerät. Er besteht aus einer flachen Scheibe aus sternförmig angeordneten Metallborsten.
Besen werden auch in Kehrmaschinen eingesetzt. Diese rotieren mit manueller oder motorischer Kraft unter oder neben der Maschine und fördern so den Schmutz in den Auffangbehälter.
Der Bienenbesen, auch Abkehrbesen ist ein Imkereigerät zum Fegen der Honigbienen von den Waben. Ersatzweise zum Bienenbesen kann man eine Feder oder einen Gänseflügel benutzen.

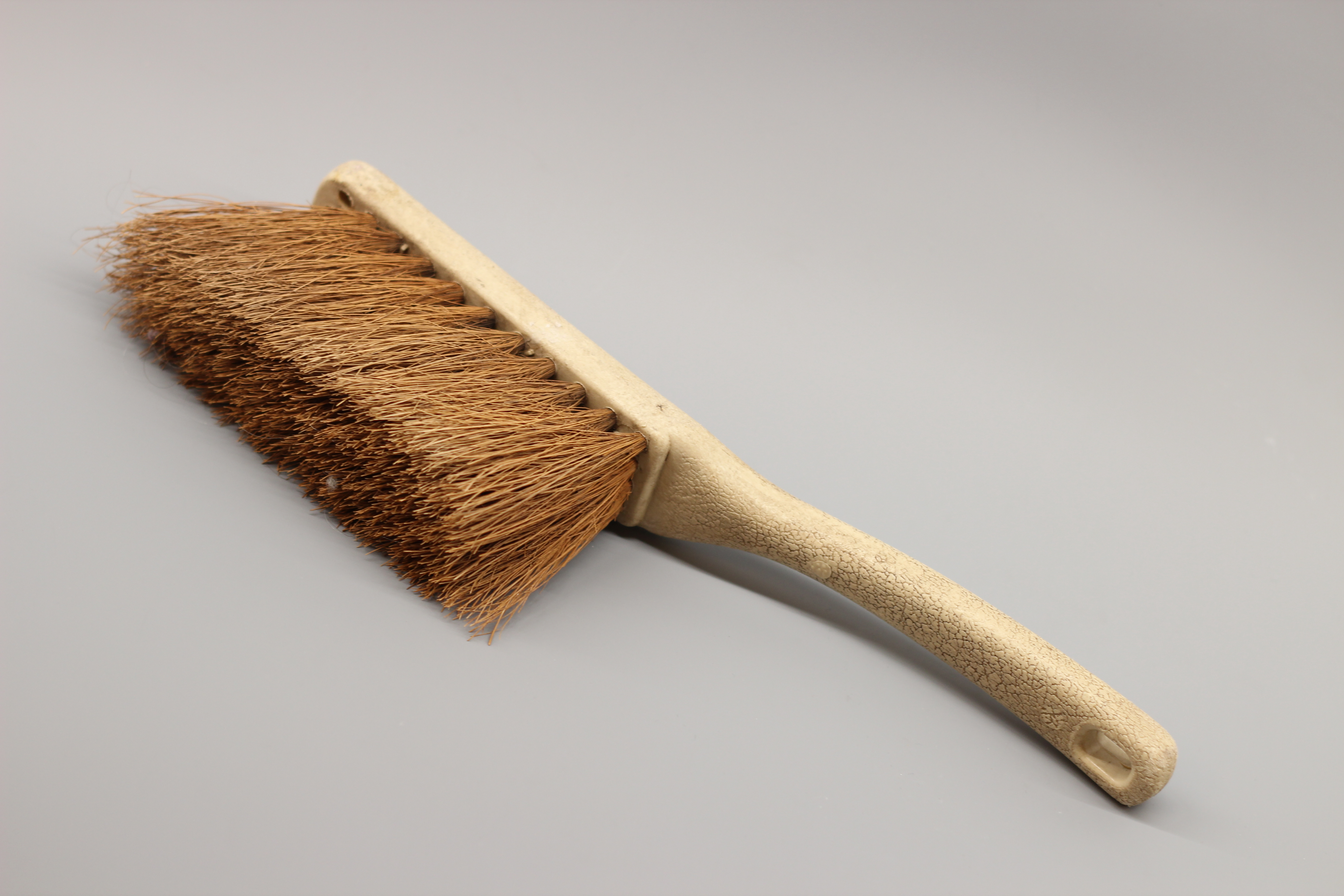
Handbesen
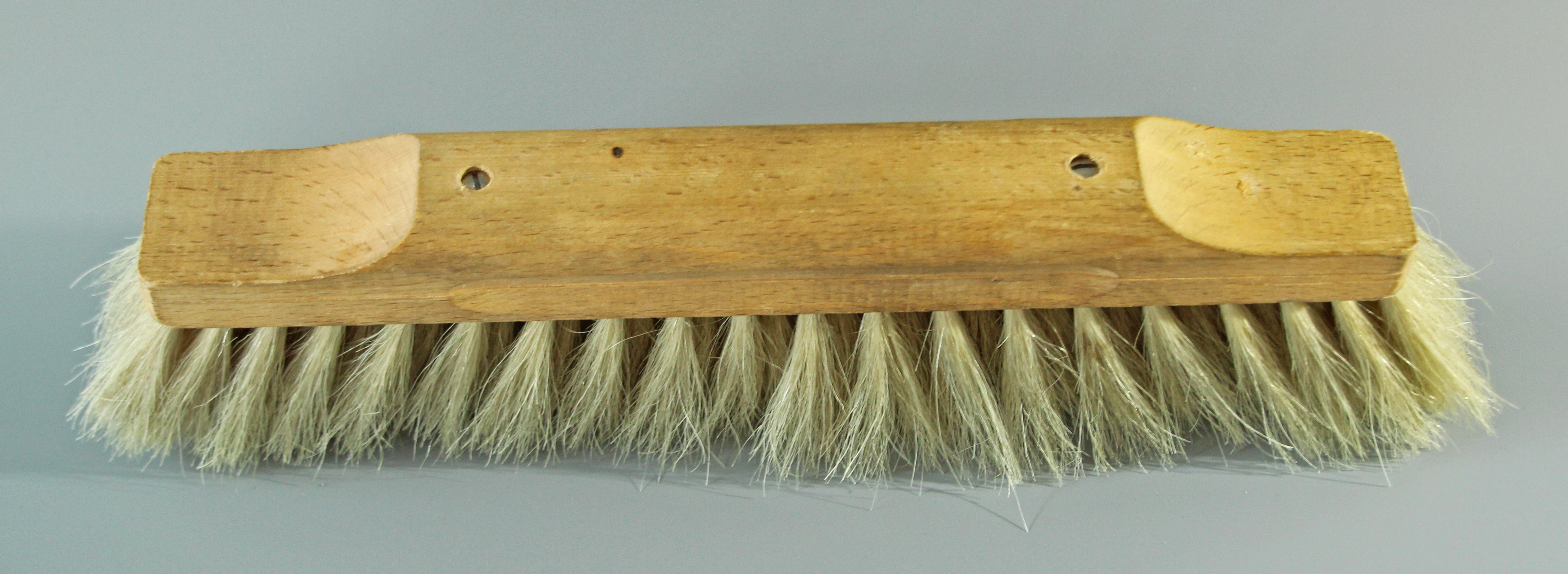
Tischbesen
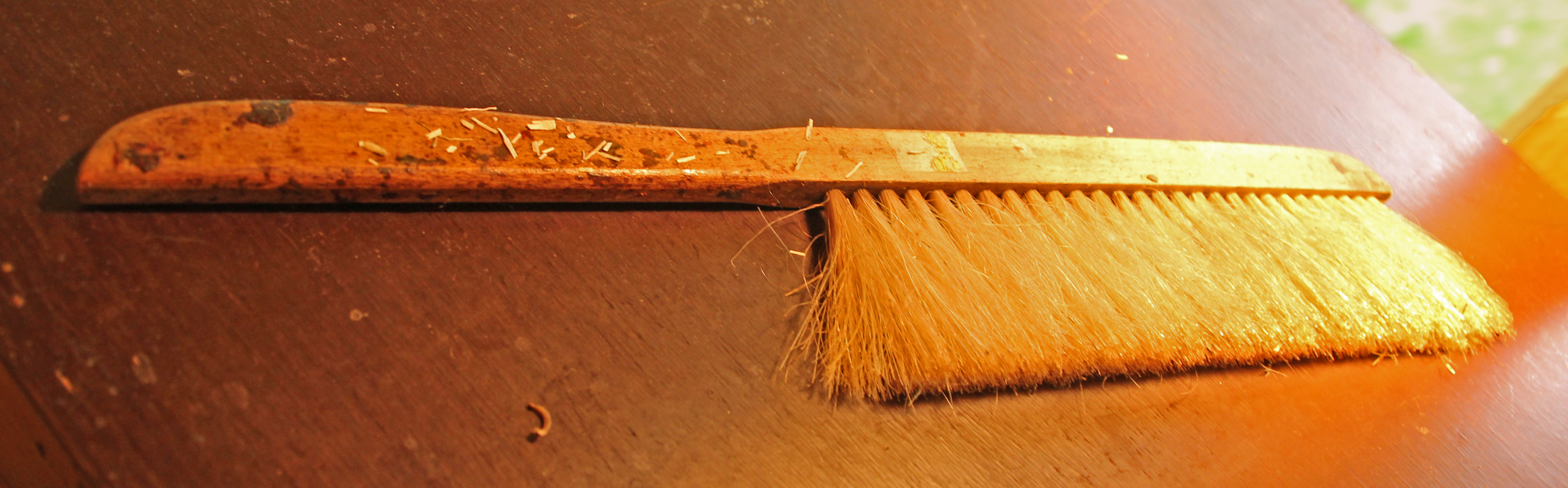
Bienenbesen oder Abkehrbesen
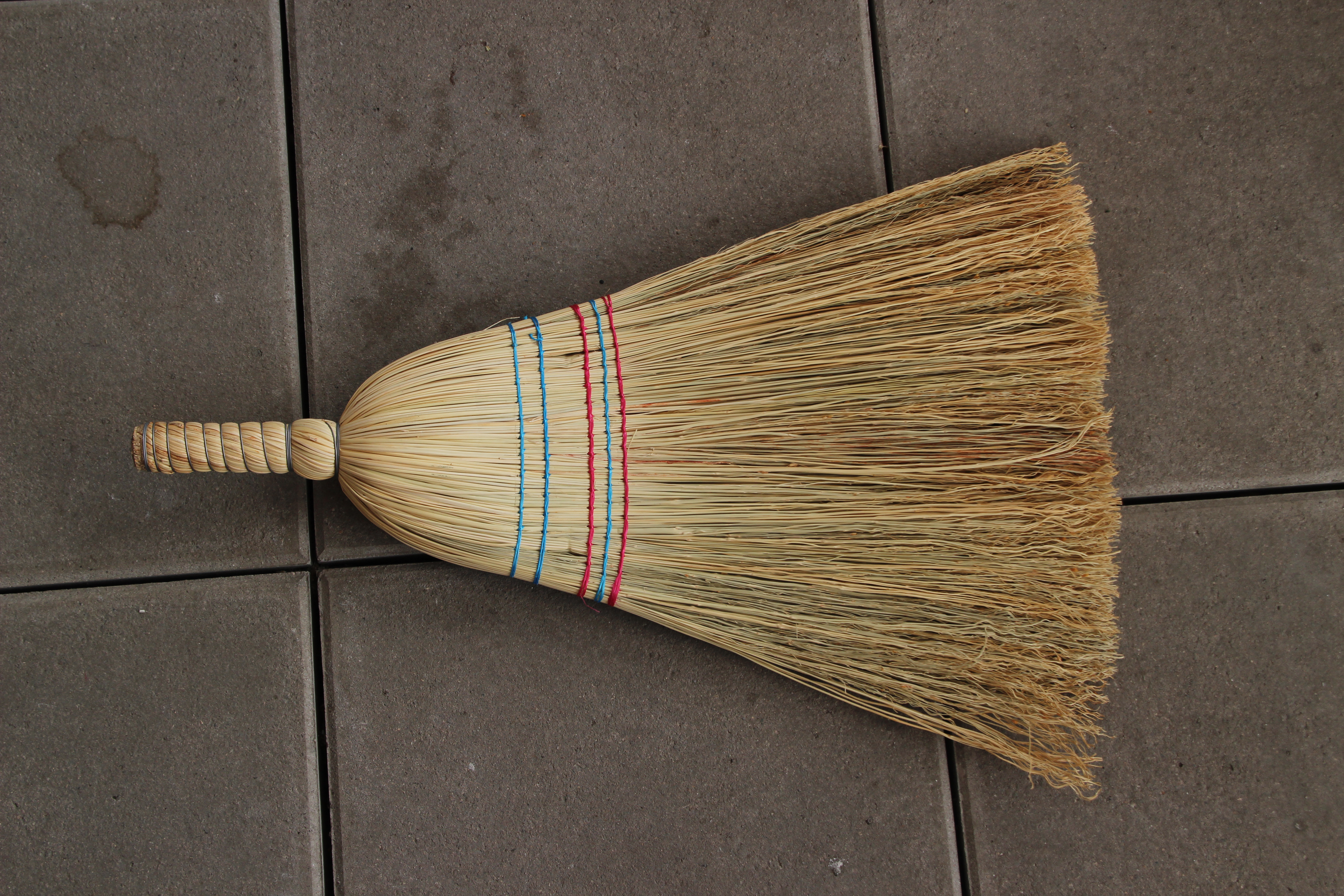
Reisstrohbesen

## Material

Werkzeug eines Besen- und Bürstenmachers

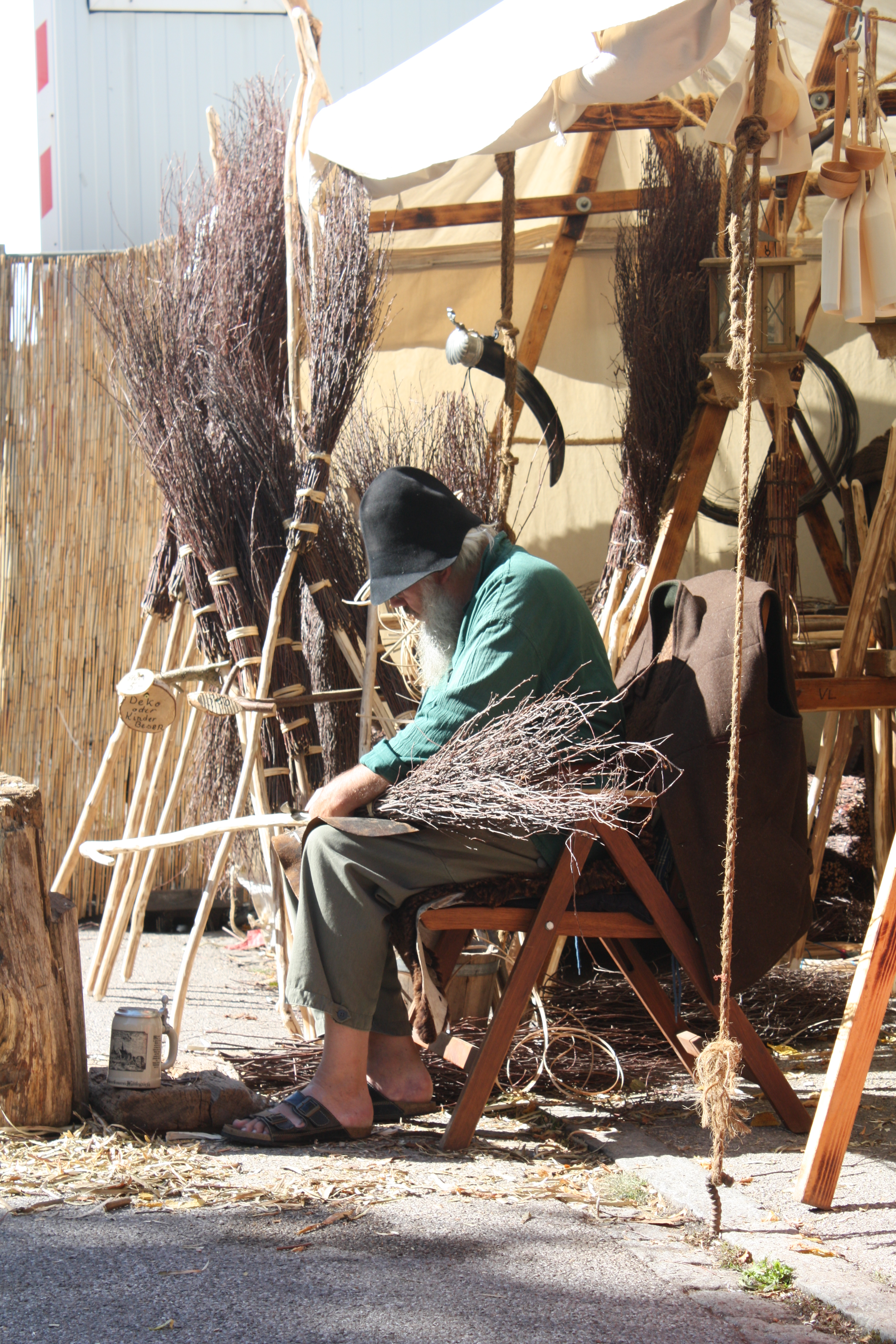
Besenbinder bei der Arbeit

Der Besenstiel besteht aus Holz, Metall oder Kunststoff. Die Griffzone kann mit einem besonderen Überzug aus Kunststoff überzogen, mit Farbe beschichtet oder mit einem befestigten Metallteil versehen sein.
Die Borsten sind aus pflanzlichen, tierischen oder aus Kunstfasern gefertigt, für spezielle Einsatzgebiete auch aus Metall (Drahtbesen).
Aus Rosshaar werden i. d. R. feine Saalbesen zum Kehren auf glatten Böden gefertigt, aber auch sogenannte Stubenhandfeger, mit denen dank des Fettgehalts im Rosshaar gearbeitet werden kann, ohne dass über Gebühr Staub aufgewirbelt wird. Besen aus Holz mit Naturborsten wirken im Gegensatz zu Kunststoffbesen nicht elektrostatisch.
Kokos- und Arenga-Borsten kommen bei universell verwendbaren Besen zum Einsatz, die sowohl auf glatten als auch auf rauen Böden eingesetzt werden können. Ihre Borsten sind steifer und weniger nässeempfindlich als Rosshaar und deswegen auch z. T. als Straßenbesen geeignet.
Weitere natürliche Materialien für Besenborsten sind Bassine (Blattfasern der Sagopalme), Reiswurzel (Wurzelfasern der Zacatonpflanze) und Piassava. An Kunstfasern kommen PVC, Polypropylen, Polyester und Polyamide zum Einsatz. Auch Kombinationen von Pflanzen- und Kunststofffasern sind möglich.
Hinzu kommen in neuerer Zeit gut auswaschbare „Gummibesen“ mit finger- oder noppenartig angeformten Borsten aus Gummi, insbesondere zum Kehren von Haar, etwa beim Friseur.
Die am häufigsten verwendeten Pflanzen für Ruten- bzw. Reisigbesen sind neben der Hänge-Birke je nach Region Besenginster, Besenheide und Rote Heckenkirsche. In Österreich ist die Weide mit dunkler dünner Rinde sehr bekannt, man spricht hier auch vom Reisigbesen. Der klassische Reisigbesen wird auch heute noch für manche Anwendungen, etwa in der Straßenreinigung, den industriell hergestellten Besen vorgezogen.
Zum schnellen händischen Kehren von Blättern, Ästen und leichtem Abfall insbesondere von ungepflasterten Straßen und Plätzen werden in Mexiko große, luftig und ohne extra Stiel gebundene Besen verwendet, die einen 45° schrägen Konturverlauf der Enden der Palmblätter aufweisen.

## Übertragene Bedeutung

### Mythologie und Brauchtum
Goethes Gedicht Der Zauberlehrling möchte aufzeigen, was passieren kann, wenn eine unqualifizierte Person unter Anwendung von Zauberkraft einen Besen schwingen will. Das von Goethe verwendete Motiv des wassertragenden Zauberbesens stammt aus dem Werk Philopseudes von Lukian von Samosata.
Bei den alten Römern wurde dem Besen eine besondere Bedeutung zugeschrieben. So fegten beispielsweise Hebammen mit einem gesegneten Besen die Türschwelle des Hauses, in dem eine Geburt stattgefunden hatte. Damit sollten böse Einflüsse von dem Neugeborenen und der Wöchnerin ferngehalten werden.
In der Zeit des Hexenwahns galt der Hexenbesen als Fluggerät der Hexen, auf dem sie zum Hexensabbat ritten. Damit eine Hexe auf dem Besen fliegen konnte, musste sie vorher sich oder den Besen mit einer Hexen- oder Flugsalbe einreiben. Aus dem Hexenglauben ergaben sich weitere abergläubische Vorstellungen. So galt es beispielsweise als unglückbringend, wenn man einen Besen über ein Fließgewässer transportieren musste. Andererseits nahm man an, dass Hexen keinen Besen überschreiten oder -springen können. Ein Besen quer vor der Haustür sollte Hexen und Zauberer davon abhalten, das Haus zu betreten.
In der neueren Zeit sollten mit dem Stiel nach unten neben die Haustür gestellte Besen, sogenannte Zigeunerbesen, dazu dienen, „Zigeuner“ (Bezeichnung meist für Sinti und Roma, aber auch andere umherreisende Gruppen verwendet) fernzuhalten.
In Bremen und Umgebung ist es Brauch, dass Männer, die 30 Jahre alt werden, ohne verheiratet oder verlobt zu sein, öffentlich fegen müssen, beispielsweise auf Domtreppen oder Marktplätzen. Um eine Frau zum Heiraten zu finden, soll der Mann auf diese Weise zeigen, dass er sich um Haus und Hof kümmern kann. Es muss so lange gefegt werden, bis sich eine Jungfrau zum Freiküssen findet.

### Religion
Im Jainismus tragen die Mönche und Nonnen als eines ihrer wenigen persönlichen Besitztümer kleine buschige Besen bei sich. Damit kehren sie auf ihren Wanderungen und Almosengängen Kleinlebewesen wie Insekten behutsam aus dem Weg, um sie nicht zu verletzen oder zu zertreten; denn dies würde der jainistischen Lehre zufolge schlechtes Karma bewirken. Der Besen muss beim Eintritt in den jeweiligen Orden vom Ordensoberhaupt dem Bewerber zugesprochen werden.

### Sprichwörter
Von Friedrich Merz stammt das Sprichwort Junge Besen kehren gut, aber die alte Bürste kennt die Ecken.

## Besenmuseen
- Im Besenmuseum von Schloss Mochental[6] nördlich von Ehingen (Donau) im Alb-Donau-Kreis sind sowohl Raritäten als auch ganz gewöhnliche Feger aus aller Welt zusammengetragen, von der Dattelpalmrippe aus dem Beduinenzelt bis zum Elefantenschwanzbesen mit Silberbeschlag.

- Das private Museum Besenwelten[7] von Christl Hirner in Günzburg präsentiert rund 300 Besen aus über 60 Ländern und die Geschichten, die hinter den Objekten stehen.

- Das Bürstenbindermuseum Ramberg[8][9] in der rheinland-pfälzischen Ortsgemeinde Ramberg bei Annweiler am Trifels dokumentiert in einer ehemaligen Besenfabrik die Geschichte des Handwerks.